# 畠中 (貝塚市)
畠中（はたけなか）は、大阪府貝塚市にある地名。2025年現在の行政地名は畠中一丁目、二丁目と、丁目が付かず、直接番地が続く地域よりなる。

## 地理
貝塚市の北部に位置する。岸和田牛滝山貝塚線を挟んで北東側に一丁目、南西側に二丁目が位置し、一丁目・二丁目の北西に海塚・加神、北東に神前・加治錯雑地、北東から南西にかけて石才、南に堤・窪田・浦田が接する。丁目無しの地域は、一丁目・二丁目の北側に2地域、南東側に1地域、西側に1地域と4つの小地域が飛び地状に位置する。

### 河川
- 近木川

## 歴史

### 沿革
- 江戸期 - 和泉国日根郡に畠中村が所在。岸和田藩領。
- 1871年（明治4年）、堺県の所属となる。
- 1889年（明治22年）、町村制の施行により、北近義村の大字となる。
- 1896年（明治29年）、郡の統廃合により、泉南郡の所属となる。
- 1931年（昭和6年）、北近義村が貝塚町・島村・麻生郷村・南近義村と合併し、改めて発足した貝塚町の所属となる。
- 1943年（昭和18年）、貝塚町が市制施行して、貝塚市となる。
- 1981年（昭和56年）、貝塚市畠中・加治・神前・石才・脇浜の各一部より、畠中1 - 2丁目成立[5]。

## 世帯数と人口
2025年（令和7年）5月31日現在の世帯数と人口は以下の通りである。
| 丁目       | 世帯数  | 人口    |
| ---------- | ------- | ------- |
| 畠中       | 28世帯  | 58人    |
| 畠中一丁目 | 277世帯 | 533人   |
| 畠中二丁目 | 585世帯 | 1,342人 |
| 計         | 890世帯 | 1,933人 |

### 人口の変遷
国勢調査による人口の推移。
| 1995年（平成7年）  | 1,428人 | [ 6 ]  |  |
| 2000年（平成12年） | 1,477人 | [ 7 ]  |  |
| 2005年（平成17年） | 1,919人 | [ 8 ]  |  |
| 2010年（平成22年） | 2,395人 | [ 9 ]  |  |
| 2015年（平成27年） | 2,252人 | [ 10 ] |  |
| 2020年（令和2年）  | 2,077人 | [ 11 ] |  |

### 世帯数の変遷
国勢調査による世帯数の推移。
| 1995年（平成7年）  | 468世帯 | [ 6 ]  |  |
| 2000年（平成12年） | 532世帯 | [ 7 ]  |  |
| 2005年（平成17年） | 703世帯 | [ 8 ]  |  |
| 2010年（平成22年） | 849世帯 | [ 9 ]  |  |
| 2015年（平成27年） | 835世帯 | [ 10 ] |  |
| 2020年（令和2年）  | 807世帯 | [ 11 ] |  |

## 学区
市立小・中学校に通う場合、学区は以下の通りとなる。
| 町名       | 番/番地等 | 小学校             | 中学校             |
| ---------- | --------- | ------------------ | ------------------ |
| 畠中       | 一部      | 貝塚市立西小学校   | 貝塚市立第一中学校 |
| 畠中       | 一部      | 貝塚市立北小学校   | 貝塚市立第一中学校 |
| 畠中       | 一部      | 貝塚市立南小学校   | 貝塚市立第四中学校 |
| 畠中       | 一部      | 貝塚市立木島小学校 | 貝塚市立第三中学校 |
| 畠中一丁目 | 一部      | 貝塚市立北小学校   | 貝塚市立第一中学校 |
| 畠中一丁目 | 一部      | 貝塚市立西小学校   | 貝塚市立第一中学校 |
| 畠中二丁目 | 全域      | 貝塚市立西小学校   | 貝塚市立第一中学校 |

## 事業所
2021年（令和3年）現在の経済センサス調査による事業所数と従業員数は以下の通りである。
| 町丁       | 事業所数  | 従業員数 |
| ---------- | --------- | -------- |
| 畠中       | 11事業所  | 79人     |
| 畠中一丁目 | 71事業所  | 1,104人  |
| 畠中二丁目 | 27事業所  | 209人    |
| 計         | 109事業所 | 1,392人  |

## 交通

### 鉄道
- 水間鉄道水間線 - 貝塚市役所前駅

### バス
2025年6月現在
- は〜もに〜ばす[14]
貝塚市役所、畠中

### 道路
- 国道26号
- 大阪府道40号岸和田牛滝山貝塚線

## 施設
- 貝塚市役所
- 貝塚市民図書館
- 貝塚市立総合体育館
- 貝塚市民文化会館（コスモスシアター）
- 大阪府立貝塚高等学校

## 郵便
- 郵便番号：597-0072[3]（集配局：貝塚郵便局[15]）。

## ギャラリー

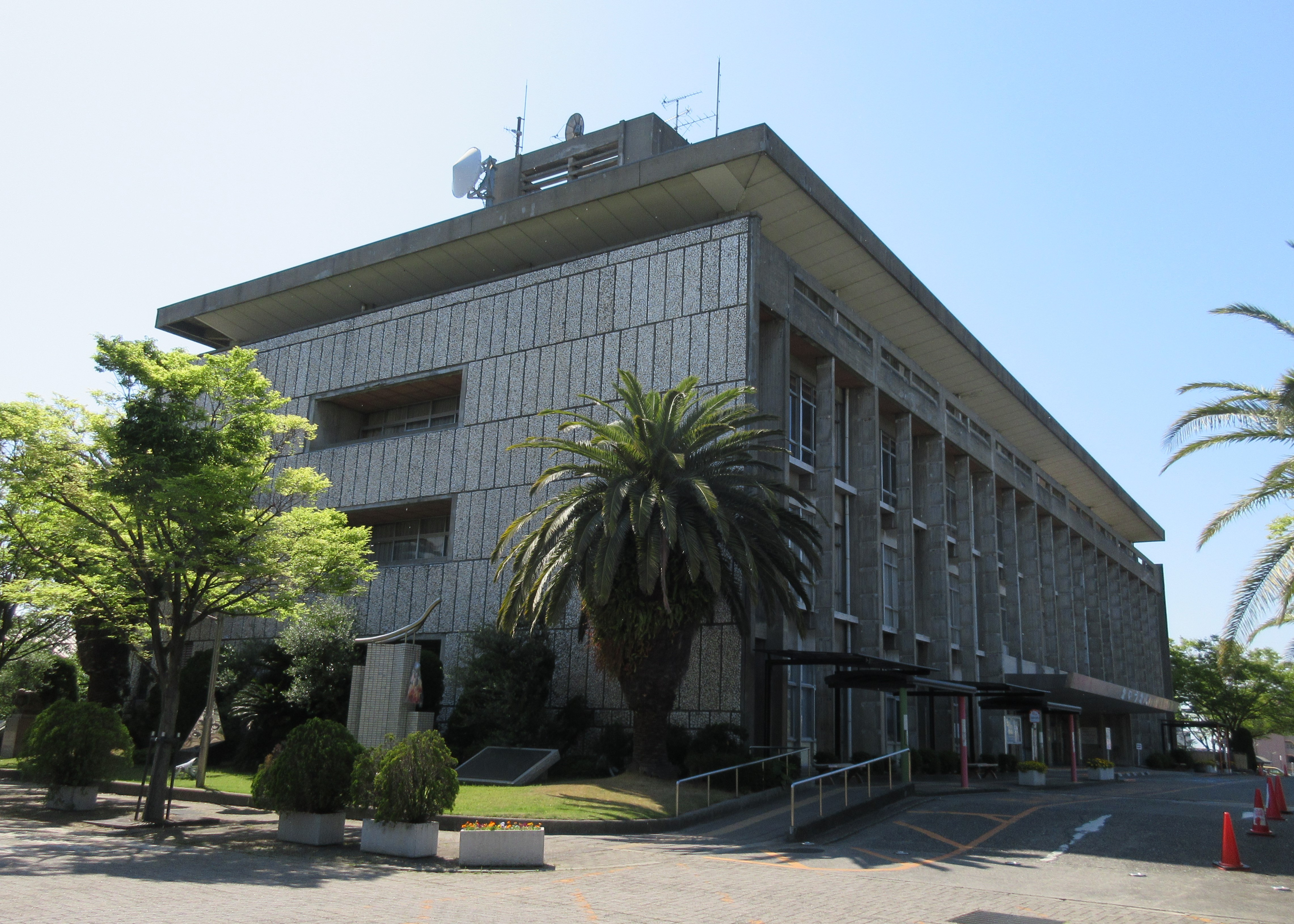
貝塚市役所
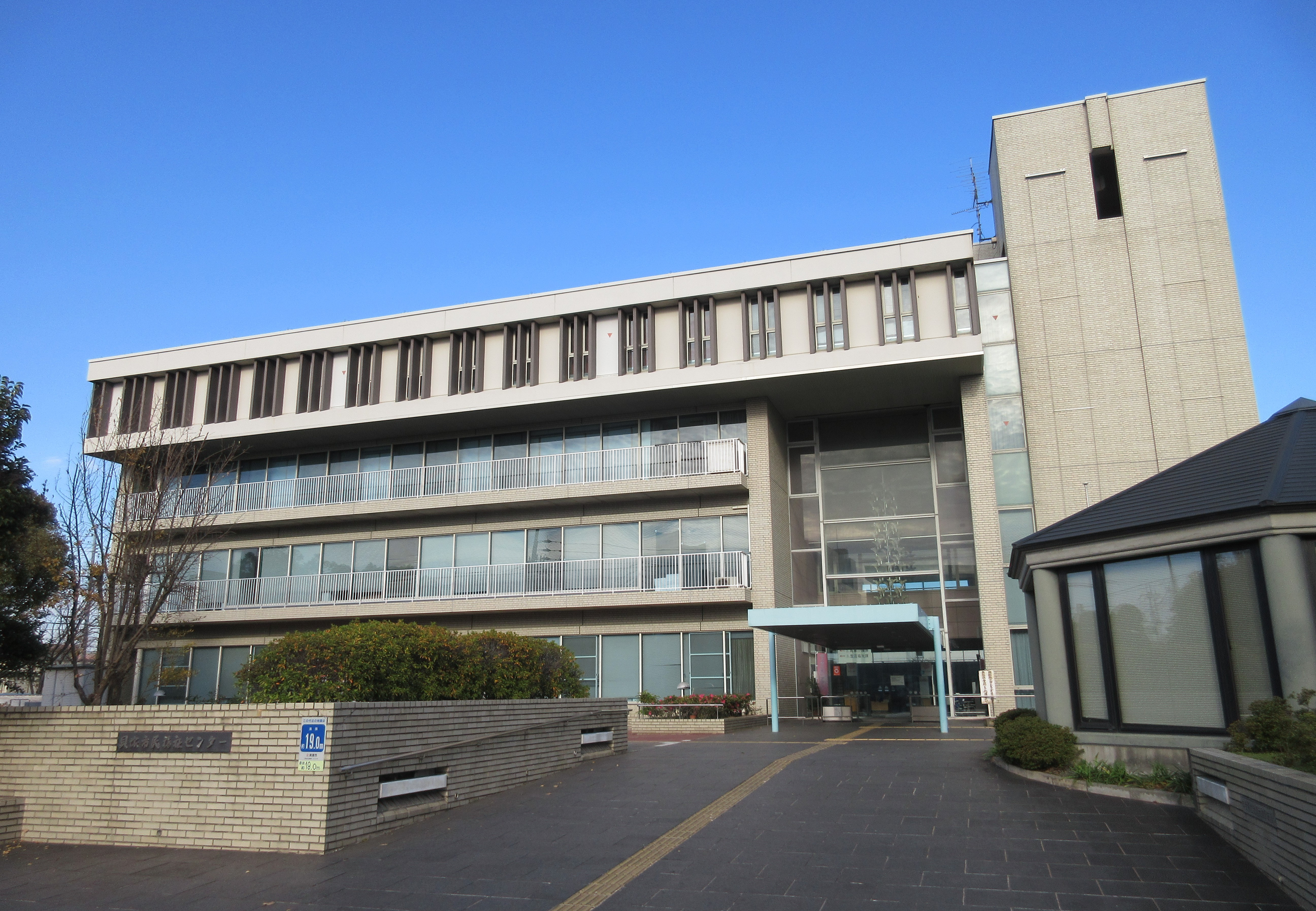
貝塚市民福祉センター
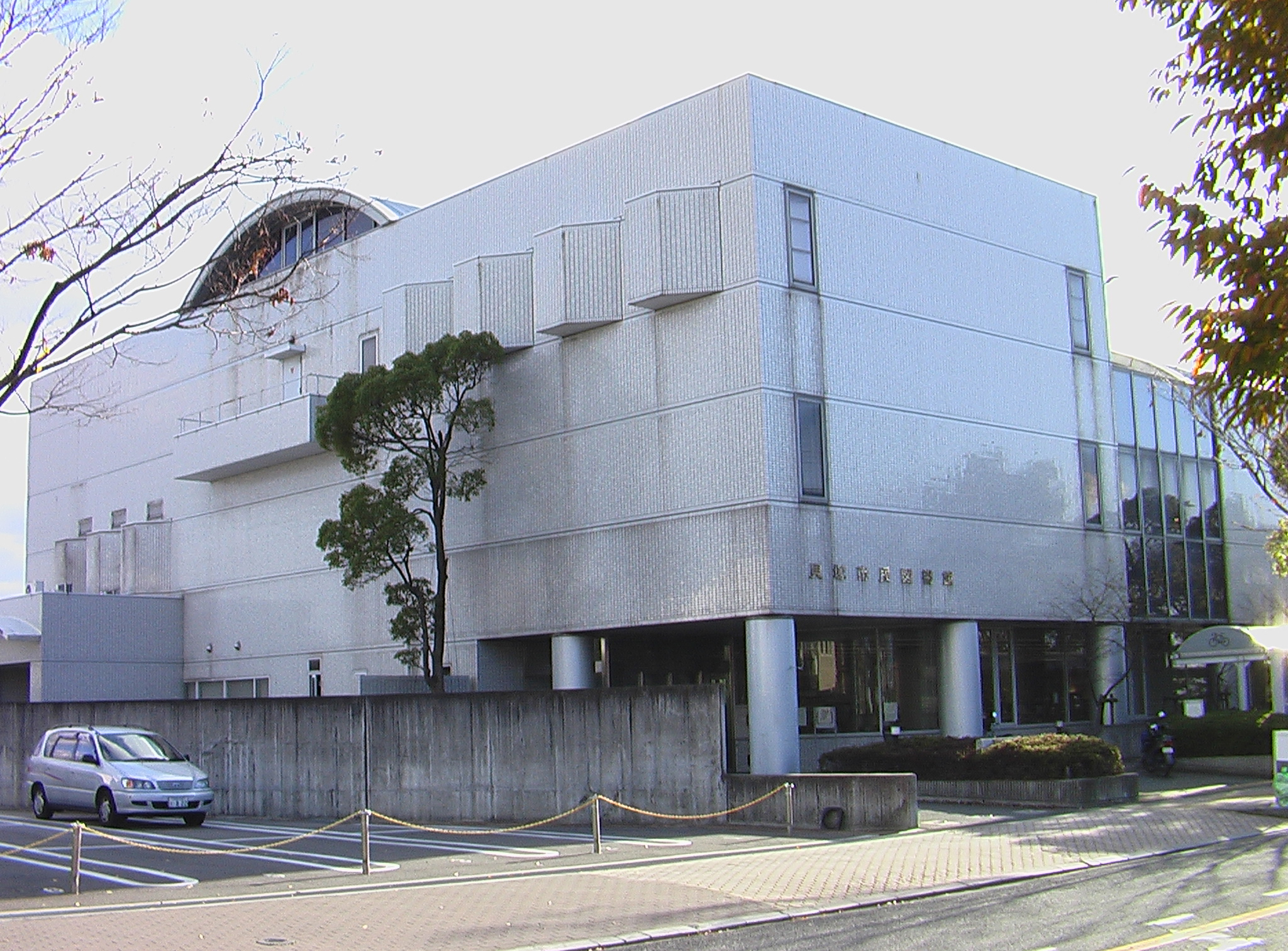
貝塚市民図書館
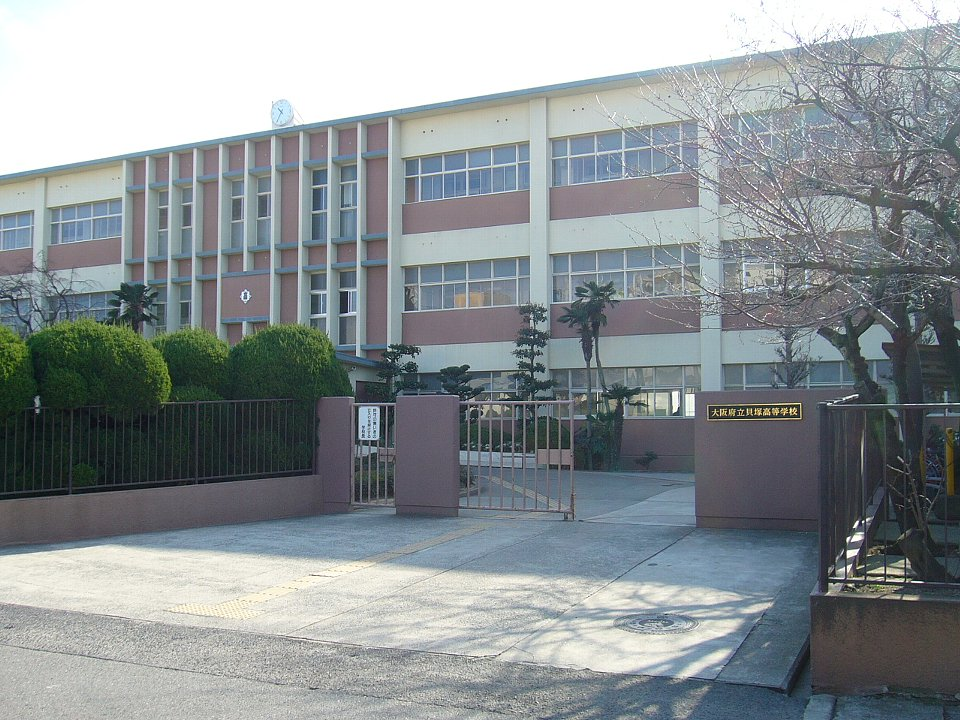
大阪府立貝塚高等学校